# Skunk Fu!
Skunk Fu! è una serie animata britannico-irlandese-tedesca prodotto dalla Cartoon Saloon, Telegael, Hoek, Line & Thinker, Super RTL e Cake Entertainment e coprodotto dall'emittente tedesca Super RTL. Andò in onda la prima volta in Australia su ABC nel maggio 2007; successivamente nel Regno Unito su CBBC e in Irlanda su TG4 il 28 maggio 2007 con un'anteprima. In seguito iniziò la trasmissione regolare delle puntate, la quale durò dal 22 settembre dello stesso anno fino al 29 marzo 2009 (trasmissione negli Stati Uniti d'America su Kids' WB e da maggio 2008 su Cartoon Network). In Italia è andata in onda su RaiSat Smash dal gennaio 2008 ed in chiaro su Rai Gulp dal marzo 2008.

## Episodi
| Stagione       | Episodi | Prima TV originale | Prima TV Italia |
| -------------- | ------- | ------------------ | --------------- |
| Stagione unica | 26      | 2007-2009          | 2008-2009       |

## Doppiaggio
| Personaggio | Doppiatore originale | Doppiatore italiano |
| ----------- | -------------------- | ------------------- |
| Skunk       | Jules De Jongh       | Monica Ward         |
| Panda       | Paul Tylack          | Antonio Angrisano   |
| Baboon      | Paul McLoone         | Edoardo Nordio      |
| Rabbit      | Paul Tylack          | Omar Vitelli        |
| Fox         | Patricia Rodríguez   | Sabine Cerullo      |
| Dragon      | Ron Goodall          | Elio Marconato      |
| Tiger       | Ron Goodall          | Pierluigi Astore    |
| Ox          | Tony Acworth         | Antonio Bonanotte   |
| Turtle      | Tony Acworth         | Ludovica Marineo    |
| Duck        | Jules De Jongh       | Maia Orienti        |
| Bird        | Tony Acworth         | Luca Scaglia        |
| Snake       | Jules De Jongh       | Marcella Mongelli   |